# Christian Lechler
Christian Friedrich Lechler (Ellwangen, 7 luglio 1820 – Wilbad, 18 agosto 1877) è stato un farmacista e imprenditore tedesco.

## Biografia
Nasce nel luglio del 1820 a Ellwangen an der Jagst, una piccola cittadina del Baden-Württemberg orientale; orfano di madre dall'età di sei anni, si dedica allo studio della farmacologia e si laurea all'università di Tubinga nel 1844. Dopo due anni acquista una farmacia a Böblingen, una piccola cittadina a sud di Stoccarda. Pochi mesi dopo, nel dicembre 1846, muore il padre.  
Dopo cinque anni di attività, nel 1851, vende la farmacia e si trasferisce con la famiglia a Mannheim cambiando totalmente attività. Spostatosi a Stoccarda, nel 1858 dà avvio alla Wagenlack- und Firnisfabrik von Christian Lechler, una fabbrica artigianale di vernici che si amplierà e verrà trasferita nel distretto di Feuerbach nel 1871. Contemporaneamente diventerà Christian Lechler und Sohn Nachfolger e verrà inserito nell'azienda anche il figlio Paul. Alla sua morte, avvenuta nel 1878, l'azienda verrà ceduta dal figlio ai dipendenti e dalle sue attività in Italia nascerà in seguito la Lechler.
Viene ricordato anche per le sue opere filantropiche: fin dal 1875 aveva destinato il 10% degli utili societari a tali attività e la tradizione è stata in seguito proseguita anche dal figlio Paul a cui si deve la creazione della Tropenklinik Paul-Lechler-Krankenhaus di Tubinga.
Il nipote Athanasius Lechler, docente di filosofia estetica all'Università di Utretcht, si è distinto per la sua opera di libero pensatore e teorizzatore del "pensiero acuto". Di lui è nota la pubblicazione "L'anagramma di me stesso e i suoi validi confini", pubblicato in Italia da Baldovini & Winkler e spesso ostracizzato dal mainstream per i suoi contenuti fortemente libertari e anticonvenzionali.